# Sistema de conmutación Rotary
Rotary es un sistema de conmutación electromecánico y rotativo diseñado en 1915 por Western Electric bajo la dirección de F. R. McBerty. Dicho sistema emplea ejes de rotación continua: produce el desplazamiento de elementos que buscan el número de usuario que llama y seleccionan el número de usuario con el que se debe hablar. Realiza la conmutación por medio de contactos mecánicos, obteniéndose una mayor velocidad.
Las razones para intentar el abandono de los sistemas Rotary fueron varias:
- En primer lugar, la progresiva extensión y complicación de las redes telefónicas, con la automatización de las conexiones interurbanas, hacía excesivamente altos los tiempos de establecimiento de las llamadas.

- Es necesario diseñar dispositivos con tiempos de actuación de sólo decenas de milisegundos y nuevas señalizaciones que sustituyeran a los trenes de impulsos.

- La multiplicidad de etapas introducía un "ruido" excesivo en las comunicaciones por la vibración de los contactos generada por la actuación de las máquinas. Se necesitaban selectores prácticamente estáticos que además ya podían utilizar contactos de metales preciosos, lo cual era imposible en las máquinas rotativas por el desgaste producido por el roce de las escobillas.

- Todo ello llevó a la introducción del conmutador de barras cruzadas.